# Heidi la sauvageonne
Pour les articles homonymes, voir Heidi.
Pour plus de détails, voir Fiche technique et Distribution.
Heidi la sauvageonne (Heidi) est un film américain en noir et blanc réalisé par Allan Dwan, sorti en 1937 et adapté du roman de Johanna Spyri, la créatrice du personnage de Heidi.

## Synopsis
Petite orpheline, Heidi est recueillie dans un petit village suisse par son grand-père, un montagnard bourru qui succombe à son charme. Mais l'enfant est enlevée par sa tante et confiée à une famille bourgeoise de la ville, où elle est persécutée par une méchante gouvernante.

## Fiche technique
- Titre : Heidi la sauvageonne
- Titre original : Heidi
- Réalisation : Allan Dwan
- Scénario : Walter Ferris et Julien Josephson, d'après le roman Heidi de Johanna Spyri (1880)
- Direction musicale : Louis Silvers
- Musique : David Buttolph, Charles Maxwell et Ernst Toch (non crédités)
- Photographie : Arthur C. Miller
- Montage : Allen McNeil
- Direction artistique : Hans Peters
- Décors : Thomas Little
- Costumes : Gwen Wakeling et Sam Benson
- Producteur : Raymond Griffith producteur associé et Darryl F. Zanuck
- Société de production et de distribution : Twentieth Century Fox
- Pays de production :  États-Unis
- Langue originale : anglais américain
- Format : noir et blanc — 35 mm — 1,37:1 — son : mono (Western Electric Mirrophonic Recording)
- Genre : drame
- Durée : 88 minutes
- Dates de sortie :
  - États-Unis : 15 octobre 1937
  - France : 22 décembre 1937

## Distribution
- Shirley Temple : Heidi Kramer
- Jean Hersholt : Adolph Kramer, le grand-père de Heidi
- Arthur Treacher : Andrews
- Sidney Blackmer : M. Sesemann
- Marcia Mae Jones : Klara Sesemann, la fille de M. Sesemann
- Mary Nash : Mme Rottenmeier, la gouvernante
- Thomas Beck : le pasteur Schultz
- Pauline Moore : Mme Elsa
- Mady Christians : Dete
- Delmar Watson (en) : Peter, le gardien de chèvres
- Helen Westley :  Anna, la vieille paysanne aveugle
- Egon Brecher : l'aubergiste
- Christian Rub : le boulanger
- George Humbert : Organ Grinder
- Sig Ruman : le capitaine de police

Actrices non créditées
- Elsa Janssen : la troisième villageoise
- Greta Meyer : la deuxième villageoise
- Frank Reicher : le lieutenant de police
- Bodil Rosing : la première villageoise